# Dobovec pri Ponikvi
Dobovec pri Ponikvi je naselje v Občini Šentjur.